# Carl Krause (Mediziner, 1797)
Carl Krause (auch Carl Friedrich Theodor Krause und Karl Friedrich Theodor Krause; geboren 15. Dezember 1797 in Hannover; gestorben 8. Juni 1868 ebenda) war ein deutscher Mediziner und Direktor des Ober-Medizinal-Kollegiums im Königreich Hannover.

## Leben
Krause war der Sohn des späteren Rektors des städtischen Gymnasiums in Hannover und Superintendenten Johann Christian Heinrich Krause und Urenkel von Dorothea Christiane Erxleben. Er wuchs in Idensen auf, wo sein Vater damals Pastor war, und erhielt von diesem eine klassische Bildung. Daneben musste er die Landwirtschaft der Pfarrei beaufsichtigen. Ab 1812 besuchte er das Gymnasium in Hannover. Er betrieb dort schon nebenbei anatomische Studien und setzte das als Schüler am Militärhospital unter Georg Wedemeyer ab 1814 fort. 1815 wurde er Unterwundarzt in der Hannoverschen Armee, nahm am Feldzug und der Schlacht von Waterloo teil und war als Arzt auch nach der Schlacht in Brüssel und Antwerpen in den Militärhospitälern tätig. Er studierte ab 1816 an der Georg-August-Universität Göttingen Medizin und wurde Mitglied des Corps Bremensia. Er war  Spezialassistent von Konrad Johann Martin Langenbeck. Weitere Lehrer waren Johann Friedrich Blumenbach, Karl Himly und Friedrich Benjamin Osiander. 1819 wurde er promoviert. und ließ sich danach als praktischer Arzt in Hannover nieder. In dieser Zeit veröffentlichte er medizinische Aufsätze. 1821 übernahm er die Leitung der öffentlichen Impfanstalt und 1822 wurde er Landchirurg des Bezirks Hannover. 1827 wurde er Landphysikus und 1853 Obergerichtsphysikus.
1820 wurde er Prosektor an der chirurgischen Schule in Hannover (die bis 1851 bestand), hielt Vorlesungen über Chirurgie und spezielle Therapie und wurde dort 1829 Professor für Anatomie und Physiologie. Bald darauf heiratete er die Tochter des Hofmedikus Ernst Friedrich Wilhelm Heine (gest. 1833), der ihn bis dahin auch gefördert hatte und sein Lehrer war. Nachdem sein Ruf durch verschiedene Veröffentlichungen und sein Lehrbuch der Anatomie gefestigt war, erhielt er Berufungen unter anderem nach Dorpat und Tübingen und 1851 auf eine Professur für Anatomie in Göttingen als Nachfolger von Langenbeck. Man hielt ihn in Hannover, indem man ihn zum Leiter des Obermedicinal-Collegiums machte (1852).
1838 wurde er in die Deutsche Akademie der Naturforscher Leopoldina gewählt. Der Maler Carl Oesterley schuf 1847 ein Ölgemälde des Mediziners.
Sein Sohn Wilhelm Krause war ebenfalls Anatom. Zu Krauses Schülern zählt Otto Kohlrausch.

## Schriften
- Über das Alter der Menschenpocken und anderer exanthematischer Krankheiten. Hannover 1825, Archive
- Handbuch der menschlichen Anatomie. Hannover: Hahnsche Hofbuchhandlung 1833 bis 1838, 2. Auflage 1841 bis 1843, Archive
- Physiologische Untersuchungen der Haut. In: Rudolph Wagner (Hrsg.): Handwörterbuch der Physiologie. Braunschweig 1844.
- mit Karl Karmarsch, Wilhelm Krause, Karl Johann Kraut (Hrsg.): Verzeichnis der Mitglieder und Theilnehmer der XL. Versammlung deutscher Naturforscher und Aerzte in Hannover, im Jahre 1865, in dies.: Amtlicher Bericht über die vierzigste Versammlung deutscher Naturforscher und Ärzte zu Hannover im September 1865, Hahnsche Hofbuchhandlung, 1866, S. 16ff.; Digitalisat über Google-Bücher

## Krausenstraße
Die 1875 in der Südstadt von Hannover angelegte Krausenstraße wurde nach Krause benannt.

## Ölgemälde
Im Besitz des Historischen Museums Hannover findet sich ein 1847 von Carl Oesterley gefertigtes Ölgemälde mit einem Brustbild Krauses, das als Kopie auch über das Hannover Archiv verbreitet und kommentiert wurde.